# 호비와 마법의 카네이션
《호비와 마법의 카네이션》(일본어: ホビーと魔法のカーネーション)은 2024년에 대한민국에서 개봉 예정인 일본의 영화이다.

## 성우진
- 미나미 오미
- 미키 타카하시
- 야마자키 타쿠미
- 이노우에 키쿠코
- 차후린
- 이나바 미노루
- 후지와라 나츠미
- 하나자와 카나
- 사카모토 마야